# Шопін Олександр Самойлович
Олекса́ндр Само́йлович Шо́пін (нар. 15 грудня 1917, с. Новоайдар (нині Новоайдарський район Луганської області) — пом. 11 жовтня 1982, Новоайдарський район Луганської області) — командир взводу 11-ї гвардійської окремої моторозвідувальної роти (14-та гвардійська стрілецька дивізія, 57-а армія). Герой Радянського Союзу.

## Біографія
Народився 15 грудня 1917 року у селі Новоайдар (нині Новоайдарський район Луганської області) в селянській родині. Росіянин. Закінчив 4 класи. Працював у радгоспі. У 1938 році призваний до Червоної армії Новоайдарським РВК Ворошиловградської області.

### Друга світова війна
З перших днів війни воював на Південному, Південно-Західному фронтах.
14 червня 1943 року лейтенант Шопін, отримавши бойове завдання доставки полоненого, з групою бійців вночі форсував Сіверський Донець. Проводячи нічний пошук в обороні противника, Шопін виявив закриту вогневу точку, яка була обмотана дротом навколо. Не дивлячись на це, група розвідників, прорізавши ходи в дротовій огорожі атакувала закриту вогневу точку з тилу. Бій був коротким, але стрімким. В ході бою групою Шопіна знищено до 35 противників, закриту вогневу точку взірвано, доставлено в штаб 2 полоненних, які дали цінні показання. Поставлена бойова задача групою гвардії лейтенанта Шопіна виконана блискуче. 25 вересня 1943 року вночі під вогнем противника, очолювана Шопіним група розвідників переправилась через Дніпро в районі села Пушкарівка (нине в околиці Верхньодніпровська), на правом березі захопила невеликий плацдарм, відтіснивши фашистів в ліс. Зайнявши оборону, група відбила декілька атак противника, утримавши зайнятий рубіж до підходу основних частин.
Указом Президії Верховної Ради СРСР від 20 грудня 1943 року за успішне форсування річки Дніпро, міцне закріплення плацдарму на західному березі річки Дніпро та виявлені при цьому відвагу і героїзм, гвардії лейтенантові Шопіну Олександру Самойловичу присвоєне звання Героя Радянського Союзу з врученням ордена Леніна та медалі «Золота Зірка».

### Післявоєнний час
У 1946 році звільнився в запас. Повернувшись на батьківщину, працював директором заготконтори, керівником райкому ДТСААФ.

## Нагороди
- Медаль «Золота Зірка» (20.12.1943)
- Орден Леніна
- Орден Вітчизняної війни II ступеня (21.04.1943)
- Орден Червоної Зірки (30.09.1943)
- Медаль «За відвагу» (10.04.1942)
- Медалі